# Fuchsia austromontana
Fuchsia austromontana är en dunörtsväxtart som beskrevs av Ivan Murray Johnston. Fuchsia austromontana ingår i släktet fuchsior, och familjen dunörtsväxter. Inga underarter finns listade i Catalogue of Life.